# Законодательное собрание Забайкальского края

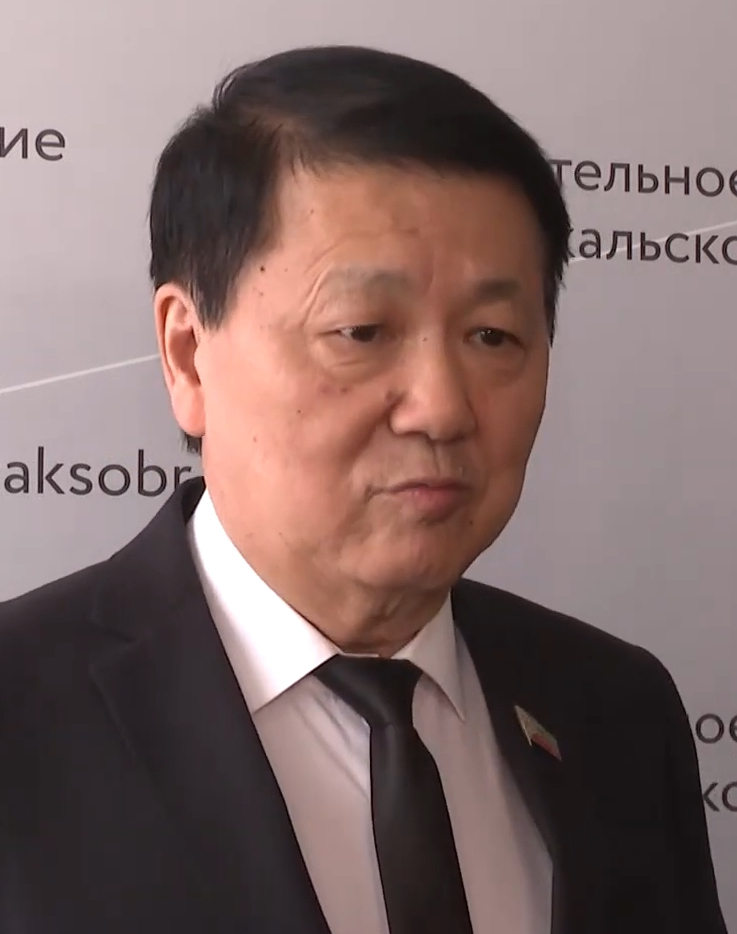
Председатель Законодательного собрания (с 2021) Юрий Кон

Законодательное собрание Забайкальского края — законодательный (представительный) однопалатный орган государственной власти Забайкальского края, является постоянно действующим высшим и единственным органом законодательной власти края.

## Созывы

### I созыв (2008—2013)
Выборы в Законодательное собрание Забайкальского края первого созыва состоялись 12 октября 2008 года в единый день голосования. Созыв избирался сроком на 5 лет. Было избрано 50 депутатов, из которых 25 по единому избирательному округу пропорционально числу голосов избирателей поданных за общекраевые партийные списки, 20 по одномандатным избирательным округам, образованным на территории бывшей Читинской области и 5 по многомандатному избирательному округу (№13), образованном на территории бывшего Агинского Бурятского АО.
Партиям нужно было преодолеть процентный барьер в 5%.
| Фракция                                | Руководитель | Кол-во депутатов |
| -------------------------------------- | ------------ | ---------------- |
| Единая Россия + Аграрная партия России |              | 33               |
| КПРФ                                   |              | 3                |
| ЛДПР                                   |              | 2                |
| Справедливая Россия                    |              | 2                |

### II созыв (2013—2018)
В результате выборов, состоявшихся 8 сентября 2013 года, в Законодательное Собрание Забайкальского края второго созыва избрано 50 депутатов, из них 25 депутатов — от одномандатных избирательных округов, 25 — по краевому избирательному списку. В состав депутатского корпуса вошли от региональных отделений политических партий: от «Единой России» — 36 депутатов, от КПРФ — 4 депутата, от ЛДПР — 4 депутата, от «Справедливой России» — 4 депутата, 2 депутата — самовыдвиженца.
В составе Законодательного Собрания края 7 женщин (14 %), 15 депутатов Заксобрания избирались депутатами Законодательного Собрания Забайкальского края первого созыва. Большинство депутатов (42 %) в возрасте от 50 до 60 лет, старше 60 лет — 8 человек (16 %), 13 депутатов (26 %) от 40 до 50 лет, 7 депутатов (14 %) от 30 до 40 лет, один депутат моложе 30 лет.
Первое организационное заседание Законодательного Собрания края состоялось 20 сентября 2013 года. На этом заседании Председателем Законодательного Собрания Забайкальского края была избрана Н. Н. Жданова. На заседании Законодательного Собрания Забайкальского края 16 октября 2013 года первым заместителем председателя был избран С. П. Михайлов.
| Фракция             | Руководитель      | Кол-во депутатов |
| ------------------- | ----------------- | ---------------- |
| Единая Россия       | Сергей Михайлов   | 36               |
| КПРФ                | Николай Мерзликин | 4                |
| ЛДПР                | Светлана Илюхина  | 4                |
| Справедливая Россия | Андрей Жидков     | 4                |
| Внефракционные      | —                 | 2                |

## Представитель в Совете Федерации от Законодательного собрания
- Михайлов Сергей Петрович — с 8 октября 2018 года